# NGC 799
NGC 799 (другие обозначения — UGC 1527, MCG 0-6-23, ZWG 387.29, KCPG 52B, PGC 7741) — спиральная галактика с перемычкой (SBa) в созвездии Кит.
Этот объект входит в число перечисленных в оригинальной редакции «Нового общего каталога».
Находится в паре с NGC 800. Используется в классификации галактик Жерара де Вокулёра в качестве примера галактики типа SAB(I)a.
В 2009 году проводилось фотометрическое сравнение галактики с компьютерной симуляцией задачи n-тел. Модель показала хорошее согласования и указала на то, что большую роль на формирование структуры бара играет обмен углового момента.
В галактике наблюдался взрыв сверхновой SN 2004dt.